# Ruby & Quentin – Der Killer und die Klette
Ruby & Quentin – Der Killer und die Klette (Originaltitel: Tais-toi ! – übersetzt: Halt’s Maul!) ist eine französische Komödie von Francis Veber aus dem Jahr 2003.

## Handlung
Quentin, ein liebenswerter Dummkopf, landete nach einem tollpatschigen Banküberfall im Gefängnis. Durch seinem Redezwang treibt er sämtliche Zellengenossen der Reihe nach zum Wahnsinn. Kommissar Vernet kommt auf die Idee, Quentin mit dem Profigangster Ruby zusammenzusperren. Ruby wurde nach einem schweren Raubüberfall auf einen Geldtransporter verhaftet. Dieses Verbrechen beging er aus Rache für den Mord an seiner Freundin, begangen von ihrem Ehemann, dem kriminellen Geschäftsmann Vogel. Ruby verweigert durch konsequentes Schweigen jegliche Aussage. Mit Hilfe des redseligen, treuherzigen Quentin aus Montargis, der bei jeder Gelegenheit seine Heimatstadt erwähnt, soll er weichgeklopft und aus der Reserve gelockt werden, um die Polizei auf die Spur des Mörders und des Geldes zu führen. Quentin wertet das permanente Schweigen Rubys als Bekundung freundschaftlichen, geduldigen Zuhörens und entwickelt so große Zuneigung zu seinem neuen „Freund“.
Sowohl die Psychologen als auch die Polizei scheitern bei dem Versuch Ruby zu Reden zu bewegen. Dieser kann einen Pfleger durch Bestechung dazu bringen, ihm bei seinem Ausbruch zu helfen − nicht ahnend, dass Quentin ebenfalls vor hat ihm zur gemeinsamen Flucht zu verhelfen. Durch einen simplen Plan mit einem Kran, gesteuert von einem ehemaligen Arbeitskollegen von Quentin, gelingt den beiden die Flucht. Ruby ist besessen davon, den Mörder seiner Geliebten umzubringen. Quentin wiederum ist von der Idee beseelt, mit seinem neuen (und einzigen) Freund in einem Vorort von Paris ein Bistro mit dem Namen „Bei den zwei Freunden“ aufzumachen.
Quentin und Ruby verstecken sich nach langer Jagd in einem heruntergekommenen, verlassenen Bistro, das auch einer albanischen Obdachlosen (sie sieht der Geliebten Rubys zum Verwechseln ähnlich und rührt daher sogleich dessen Herz) als Unterschlupf dient. Ruby entnimmt am nächsten Morgen dem Versteck seiner Beute auf einem Friedhof ein Bündel 500-Euroscheine, übergibt es der Wohnungslosen und quartiert sie in einer Unterkunft ein, wo „keine Fragen gestellt werden“.
In der Zwischenzeit hat Quentin zwei von Vogels Handlangern zu sich gelockt, um Ruby den Weg zu Vogel zu erleichtern. Als die beidem Quentin verprügeln, um den Aufenthaltsort von Ruby zu erfahren, kehrt dieser zurück und zwingt sie, ihn als vermeintlich „Gefangenen“ zu Vogel zu bringen. Dort erschießt er Vogels Bodyguards, wird aber von dem Mafioso am Knie angeschossen und anschließend von ihm mit dem Tode bedroht. Der verletzte Quentin taucht rechtzeitig auf und erschießt Vogel, wird dabei aber an der Schulter getroffen und sinkt offenbar sterbend zu Boden. Aus Mitgefühl und der Ahnung, dass Quentin sterben wird, verspricht Ruby ihm nun, mit ihm sein gewünschtes Bistro aufzumachen. Die Polizei erscheint und findet die beiden Ganoven am Boden sitzend vor. Dabei stellt sich heraus, dass Quentin vielleicht nur übertrieben hat und er eigentlich wohlauf ist.

## Kritiken
„Bei ‚Ruby & Quentin‘ handelt es sich um eine über die gesamte Länge funktionierende Komödie, die am Ende noch etwas mehr Story als üblich verwertet. Getragen wird alles von ihren beiden Hauptdarstellern und kann vor allem dank den fast durchweg gelungenen Gags überzeugen. Wer einfach nur nach Unterhaltung sucht, findet sie hier in einer ansprechenden Form, die nicht in Fäkalhumor à la ‚Scary Movie‘ abdriftet und damit auch Ältere ansprechen dürfte. Schaut man sich die derzeitige Blockbuster-Landschaft der Kinos an, so kommt hier ein Film ins Kino, der einem zeigt, dass auch außerhalb Hollywoods äußerst gute Filme gedreht werden.“

„Rasante Komödie um gegensätzliche Charaktere, die aufeinander angewiesen sind. Neben viel Klamauk und einigen schwächeren Gags im Ganzen recht unterhaltsam.“

„Das Ganze ist eine aberwitzige Komödie, die französische Charaktere mit amerikanischem Timing präsentiert und sich dabei Sachen erlauben kann, die sonst niemand mehr riskieren mag – zwei maskuline Stars in Drag-Aufmachung auf den Straßen von Paris! Und es gibt Momente, da zieht eine große Kälte in diesen Film, da werden die Menschen ganz still und eine Einsamkeit ist zu spüren, die einem ganz existenziell vorkommt. […] Es sind diese Momente, auf die die besten Komödien hinsteuern – um sie dann mit einer neuen komischen Szene wegzuscheuchen.“

„Komödienmeister Francis Veber (‚Dinner für Spinner‘) ist nach ‚Ein Mann sieht rosa‘ wieder eine brillante Komödie gelungen, an der einfach alles stimmt: starke Story, zum Brüllen komische Gags, perfektes Timing, wirklich gute Darsteller und sogar gute Actionszenen. Besser kann man es eigentlich nicht machen.“

## Hintergrund
Der Film wurde in Paris gedreht. Ruby & Quentin startete am 22. Oktober 2003 in den französischen, am 17. Juni 2004 in den deutschen und am 29. Juli 2004 in den österreichischen Kinos.